# Dakoticancroidea
Super-famille
Les Dakoticancroidea forment une super-famille éteinte de crabes du Crétacé supérieur. Elle comprend deux familles.

## Liste des familles
- † Dakoticancridae Rathbun, 1917
- † Ibericancridae Artal, Guinot, Van Bakel & Castillo, 2008

## Référence
- (en) Rathbun, 1917 : New species of South Dakota Cretaceous crabs. Proceedings of the United States National Museum, vol. 52, p. 385–391.

## Source
- (en) De Grave & al., 2009 : A Classification of Living and Fossil Genera of Decapod Crustaceans. Raffles Bulletin of Zoology Supplement, n. 21, p. 1-109.